# Ecorregión marina plataforma patagónica
La ecorregión marina plataforma patagónica (en  inglés Patagonian Shelf) (185) es una georregión ecológica situada en el extremo sudeste de América del Sur. Se la incluye en la provincia marina magallánica de la ecozona oceánica de América del Sur templada (en inglés Temperate South America).

## Distribución
Se distribuye de manera exclusiva en la Argentina. Se sitúa en el mar Argentino del océano Atlántico sudoccidental, primero mar adentro en las aguas más profundas del sector norte de la Patagonia argentina, pues entre esta ecorregión y la costa patagónica se sitúa la ecorregión marina golfos norpatagónicos. Por el norte comienza desde la latitud de  la desembocadura del río Negro.  Hacia mayores latitudes va cubriendo también la plataforma de menores profundidades acercándose a la costa, la cual finalmente contacta en el cabo Tres Puntas, extremo sur del golfo San Jorge. Desde allí en dirección sur cubre desde la costa hasta las aguas que rodean al archipiélago de las Malvinas, el cual está incluido en otra ecorregión, la ecorregión marina Malvinas.    
Hacia el sur llega hasta las costas sobre el mar Argentino de la isla Grande de Tierra del Fuego, y las del sector norte de la isla de los Estados; las del sector sur de la isla, así como las del resto del archipiélago fueguino, pertenecen a otra ecorregión, la ecorregión marina canales y fiordos del sur de Chile.
Abarca costas marinas de las provincias de Santa Cruz (centro y sur), y Tierra del Fuego Antártida e Islas del Atlántico Sur.